# Antoon Arts
Antonius Arts (Deuteren, 27 juli 1866 – Leeuwen, West Maas en Waal, 24 maart 1918) was een Nederlands organist en componist.

## Leven
Hij werd geboren binnen het gezin van landbouwer Jan Arts en Wilhelmina Leijte. Hij werd door een oogziekte al op jeugdige leeftijd blind. Toen hij negen was, werd hij geplaatst in het Sint-Henricus Gesticht (Katholieke Stichting voor Blinden en Slechtzienden, alleen voor jongens) te Grave, alwaar hij opleiding kreeg van de broeders aldaar. Vanaf zijn twaalfde bespeelde hij het orgel. Hij schreef ook enkele werken en gaf later muziekles aan het instituut. Voor zijn orgelspel en  muzieklessen kreeg hij in 1900 bij zijn 25-jarig jubileum een lied toebedeeld, dat geschreven was door Th.G. Nass (tekst), en Vondermans (muziek), beiden ook verblijvend in genoemd tehuis.
Antoon Arts bespeelde in 1891 het orgel bij de inwijding van de Antonius Abtkerk van Caspar Fransen in Nederasselt (een blinde organist, verpleegde in het blindengesticht te Grave). Hij schreef tevens de muziek voor een cantate in 1896. In 1910 leverde hij Nolite Timere, opnieuw een cantate, op. Naast organist was hij tevens de dirigent van het harmonieorkest, dat geheel uit blinden en slechtzienden bestond. Hij was ook goed bij stem, zo zong hij in Nijmegen in 1912 eigen werk (Eens blinden kracht en troost). Zijn Zilveren Jubeltij uit 1914 kreeg echter maar een matige recensie (gebrek aan nuancering). 